# Вторая Латинская война
Вторая Латинская война — вооружённый конфликт между Римской Республикой и городами Латинского союза в 340 — 338 до н. э.

## Предыстория
Причиной войны являлось недовольство общин Латинского союза завоевательной политикой Рима и своим зависимым от последнего положением.
В 358 до н. э. латинские племена впервые за долгое время прислали на помощь Риму солдат, выполняя условия Кассиева договора, заключённого по итогам Первой Латинской войны около 493 до н. э.. Однако уже в 348 до н. э. на собрании представителей латинских племён у Ферентинской рощи латиняне, согласно Ливию, заявили:

«Довольно приказывать тем, в чьей помощи нуждаетесь: с оружьем в руках латинам сподручней защищать свою свободу, а не чуждое владычество»
Вторая половина 340-х годов прошла в ожидании войны с латинскими племенами. В 340 до н. э. в Рим были приглашены десять старейшин латинских племён. После прибытия в Рим один из послов, Анний, взял слово и «заговорил так, словно он — победитель, силой оружия захвативший Капитолий, а не посол, охраняемый правом народов». Анний, указывая на регулярно оказываемую Риму военную помощь, от имени латинских племён требовал, чтобы латиняне были признаны частью единого с римлянами народа и единого государства, в котором один из двух консулов избирался бы из латинян. Консул Тит Манлий Империоз Торкват, опасаясь принятия сенаторами требований латинян, категорически отверг их притязания и призвал в свидетели своей правоты Юпитера, после чего Анний, по сообщению Ливия, выбежал из курии, споткнулся, упал и, ударившись о ступеньку, потерял сознание, по другой версии он погиб, однако, по словам Ливия, не все авторы упоминают об этом. Это было истолковано как поддержка богов, после чего римлянами была собрана армия, и начался поход.

## Битва при Везувии
По сохранённому Ливием преданию, незадолго до битвы консулам приснился вещий сон, в соответствии с которым победа должна была достаться тому войску, в котором полководец «обрёк в жертву рати противника, а с ними и себя самого». После гаданий гаруспиков консулы решили, что ради общей победы покончит с собой тот из них, первые ряды крыла которого (гастаты) начнут отступать к своему второму ряду (принципам). Чуть позднее консул Торкват, занимавшийся поддержанием жёсткой дисциплины в римской армии, приказал убить своего сына, который ослушался приказа и убил одного из латинян перед битвой, во время разведки.
Первыми начали отступать гастаты левого крыла под командованием Деция. Деций подозвал понтифика и под его руководством произнёс жертвенные слова, после чего бросился в центр сражения. Некоторое время спустя, когда исход битвы был ещё неясен, Торкват приказал вступить в бой свежим триариям, благодаря чему римляне одержали полную победу.